# Otiocerus lyncaeste
Otiocerus lyncaeste är en insektsart som beskrevs av Ronald Gordon Fennah 1952. Otiocerus lyncaeste ingår i släktet Otiocerus och familjen Derbidae. Inga underarter finns listade i Catalogue of Life.